# Bourgondische opstand van Gundohar
De Bourgondische opstand van Gundohar was een opstand van de Bourgondische foederati in het West-Romeinse Rijk tijdens het bewind van keizer Valentinianus III. De opstand vond plaats in de Gallische provincie Germania Prima en werd geleid door de koning van de Bourgonden Gundohar, zijn belangrijkste tegenspeler was generaal Aëtius. 
In militair opzicht was sprake van twee opstanden. De opstand werd na de uitbraak in 435 door Aëtius onderdrukt, maar vlamde het jaar erna weer op en werd toen beëindigd met de dood van Gundohar en het bloedig neerslaan van de opstand. De gebeurtenissen die met deze opstanden samenhangen werden onderwerp van een middeleeuwse heldenlegende dat later geïntegreerd werd in het epos Nibelungenlied, de inspiratiebron voor de operacyclus Der Ring des Nibelungen van Richard Wagner.

## Achtergronden
De Bourgonden hadden zich na de Rijnoversteek binnen het Romeinse Rijk gevestigd en steunden de usurpatie van Jovinus in 411. In ruil hiervoor verkregen zij als  foederati een eigen vestigingsgebied langs de Rijn tussen Montagiacum en Argentoratum, welke situatie later in 413 opnieuw werd bevestigd door keizer Honorius. Zij waren belast met de verdediging van de Limes van de Alpen tot Metz, nadat een groot deel van de grenssoldaten aan de  Rijngrens waren onttrokken. Onder Gundohar beschikten de Bourgonden over een grote mate van autonomie, waarbij de stad Worms (stad) als hoofdplaats fungeerde. 

### Aanleiding
Men vermoedt dat Gundohar later een dominantere rol speelde in Oost-Gallië. Door Aetius werd hij daardoor als een gevaarlijke tegenstander beschouwd. In 435 lanceerde Gundohar vanuit het Bourgondische gebied een aanval op de naast gelegen provincie Belgica Prima. In de contemporaine bronnen wordt geen duidelijke aanleiding genoemd voor deze oorlogshandeling. De grondslag moet daarom gezocht worden in de politieke situatie van het Romeinse rijk op dat moment. Aëtius was, nadat de burgeroorlog tussen hem en Bonifatius in zijn voordeel was geëindigd, de machtigste persoon in het westelijke rijk geworden, en de Vandaalse invasie in Afrika was kort daarvoor in 435 geëindigd met een vredesverdrag. Desondanks werd het westelijk rijk bedreigd door nieuwe ontwikkelingen. In de Gallische provincies kwamen nieuwe machten opzetten als de koningen van de Visigotische en Bourgondische foederati, terwijl in Amorica een opstand  uitbrak door Bacauden. 
Gelet op de omstandigheid dat de oorlog in Afrika beëindigd was met een voor de Vandalen zeer gunstige vrede, is er onder historici een zekere consensus, dat hierin de aanleiding van Gundohars' opstand moet worden gezocht. Naar alle gedachten wilden de Bourgonden door geweld onderhandelen over hun verdrag met de Romeinen. Daarnaast lag volgens H.H. Anton er nog een reden aan de opstand ten grondslag. In zijn optiek kwamen de Bourgonden onder toenemende druk van de Hunnen te staan en viel Gundahar als reactie hierop het nabij gelegen gebied binnen.

### Twee opstanden
De opstand van 435 werd onderdrukt en het volgende jaar kwamen de Bourgonden opnieuw in opstand. Evenals de eerste opstand geven de contemporaire bronnen hiervoor geen verklaring. Toch is het gezien de context mogelijk, hoewel onmogelijk te bewijzen, dat de reden voor de hernieuwing van de oorlog de Bourgondische onvrede was met het vredesverdrag van 435. Aangezien Gundohar Aetius om vrede 'gesmeekte', is het vrijwel zeker dat het hernieuwde verdrag van 435 nadelig uitviel voor Gundahar, en daarmee een bron voor onvrede bleef.  Uit Prospers' verslag blijkt dat er een tweede oorlog kwam:
Tegelijkertijd verpletterde Aetius Gundahar, die koning van de Bourgonden was en in Gallië woonde. Als antwoord op zijn verzoek gaf Aetius hem vrede, waar de koning niet lang van genoot, want de Hunnen vernietigden hem en zijn volk met wortel en tak. Prosper, Epitoma Chronicon, s.a. 436.
Na het neerslag van de eerste Bourgondische opstand stapelden de moeilijkheden voor de Romeinen zich op. Terwijl de campagne tegen de Bagauden voortduurde kwamen de Bourgonden ten tweede male in opstand, mogelijk daartoe aangezet door de Visigoten die in 436 eveneens in opstand kwamen . Bovendien lijkt er ook sprake van een opstand in Gallaecia van de Sueven.

## De opstanden
Over de eerste opstand berichten de kronieken dat onder aanvoering van Gundahar de Bourgonden de aangrenzende provincie binnenvielen en het gebied rond de stad Trier bezetten. Om de dreiging van de Bourgonden en Bagauden te weerstaan nam Aetius zijn toevlucht tot een tweeledig offensief. Hij stuurde zijn generaal Litorius met een groot detachement Hunse cavalerie naar de opstandelingen in Armorica, terwijl hij zelf tegen de Bourgonden marcheerde. De grootte van deze legers is onbekend, maar ze moeten voor die tijd erg groot zijn geweest. Aetius kon een beroep doen op grote aantallen Hunse huurlingen, terwijl het mogelijk is dat de kracht van zijn het leger nog versterkt werd met Frankische foederati die vanuit het noorden de Bourgonden zouden hebben aangevallen. 
Aetius, die vergezeld werd door de toekomstige keizer Avitus, maakte een einde aan de eerste opstand. Desalniettemin  is het onbekend of er daadwerkelijk gevochten werd. De militaire aanpak van het Romeinse leger was meestal gericht op het vermijden van direct confrontatie. Gewoonlijk probeerde het eerst de tegenstander te imponeren of door een hinderlaag te overweldigen, waarna onderhandelingen volgden. Hoe het ook zij de Bourgonden werden gedwongen een vernederend vredesverdrag te ondertekenen. De vrede die Aëtius de Bourgonden opdrong, bleek van korte duur omdat de Bourgondiërs vrijwel onmiddellijk na het vertrek van de Romeinse troepen opnieuw in opstand kwamen.

### Slag bij Worms
Terwijl Litorius nog volop bezig was om de Bacaudische opstand in Armorica te onderdrukken, kwamen de Bourgonden en Goten in 436 samen in opstand. Dat was geen toeval, het lijkt erop dat Aëtius de Goten, die in het zuiden Narbonne en omgeving bedreigden, eerst hun gang liet gaan. Gelet op de fragiele vrede die hij in zijn uitgestrekt rijk had bereikt, was hij niet bereid om de Goten het hoofd te beiden met legereenheden uit andere gebieden die hij daarmee onverdedigd zou laten. In plaats daarvan stuurde hij een delegatie naar het hof van de Hunnenkoning Rua, met het verzoek hem een krijgsmacht ter beschikking te stellen. Toen dit leger was gearriveerd besloot hij met alle beschikbare strijdkrachten de Bourgondische opstand voor eens en altijd neer te slaan.
Aetius trok met de gecombineerde legers op naar het noorden en sloot het leger van Gundahar in. In de buurt van Worms werden de Bourgonden aangevallen en vond een bloederige strijd plaats. Daarbij vond koning Gundahar de dood en werd een groot deel van zijn volk en zijn gehele familie uitgemoord. Hydatius vermeldt in zijn kroniek dat 20.000 Bourgonden werden afgeslacht.

## Nasleep
Hoewel dit historisch ongrijpbare Bourgondische rijk al vroeg slachtoffer werd van een aanval van de Hunnen, werd het niet helemaal vergeten. Naast de Romeinse schriftelijke bronnen was er ook een Germaanse orale traditie waarin de ondergang van het koninkrijk in Worms werd verteld. Heldenliederen, zoals de Völsunga-saga en het Nibelungenlied, dat pas aan het begin van de 13e eeuw werden opgetekend. Halverwege de 19e eeuw werd zijn ondergang bezongen in de opera van Wagner. 

### Deportatie naar Sapaudia
Na dit conflict vestigde de Romeinse opperbevelhebber Aëtius rond 443 de Bourgonden in het militaire district Sapaudia in de omgeving van het meer van Genève in het huidige West-Zwitserland en Savoye. Hoewel de tweede opstand bloederig door Aëtius werd neergeslagen was het Bourgondische volk daarna niet verdwenen. Haar militaire macht mocht daarentegen in betekenis zijn afgenomen, het volk was nog steeds talrijk. Voor het waarborgen van de Romeinse macht in Noord-Gallië was de verdediging van de Romeinse limes echter essentieel. De riviergrens aan de Rijn moest worden verdedigd, en de aanwezigheid van de Bourgonden aan beide oevers vormden in de optiek van Aëtius een voortdurende bedreiging. Volgens Mazzarino koos Aëtius daarom ervoor dit volk naar een gebied te verplaatsen waar het meer invloed kon uitoefenen dan het moeilijk te controleren gebied als de Limes.
In Sapaudia kregen de Bourgonden een nieuw vestigingsgebied. Om dit in goede banen te leiden onderhandelde Aëtius met de nieuwe leider van de Bourgonden Gundioc. Volgens dit nieuwe verdrag leefden ze wederom als Romeinse foederati binnen het Romeinse rijk. Als militaire taak dienden zij de garnizoenen in de Alpen te versterken die de Alpenpassen daar beveiligden tegen de noordelijke Alamanen en waren zij snel beschikbaar als hulptroepen tegen aanvallen van de Hunnen.